# 눈 속의 사냥꾼
눈 속의 사냥꾼(네덜란드어: Die Jäger im Schnee)은 네덜란드의 유명 화가 피터르 브뤼헐의 1565년 작품이다. 이 작품은 일 년을 묘사한 여섯 작품 중 하나이다. 현재는 오스트리아 빈 미술사 박물관에 전시되고 있다. 이 그림은 북부 르네상스 운동의 영향을 받았다.